# Make It Happen
Make It Happen är The Tough Alliance första EP-skiva från 2004.

## Låtar
1. Tough - 0:55
2. Make It Happen - 3:00
3. Take No Heroes - 3:41
4. Many Men - 1:57